# Bonyunia nobilis
Bonyunia nobilis är en tvåhjärtbladig växtart som beskrevs av Jason Randall Grant. Bonyunia nobilis ingår i släktet Bonyunia och familjen Loganiaceae. Inga underarter finns listade i Catalogue of Life.